# GeForce 40

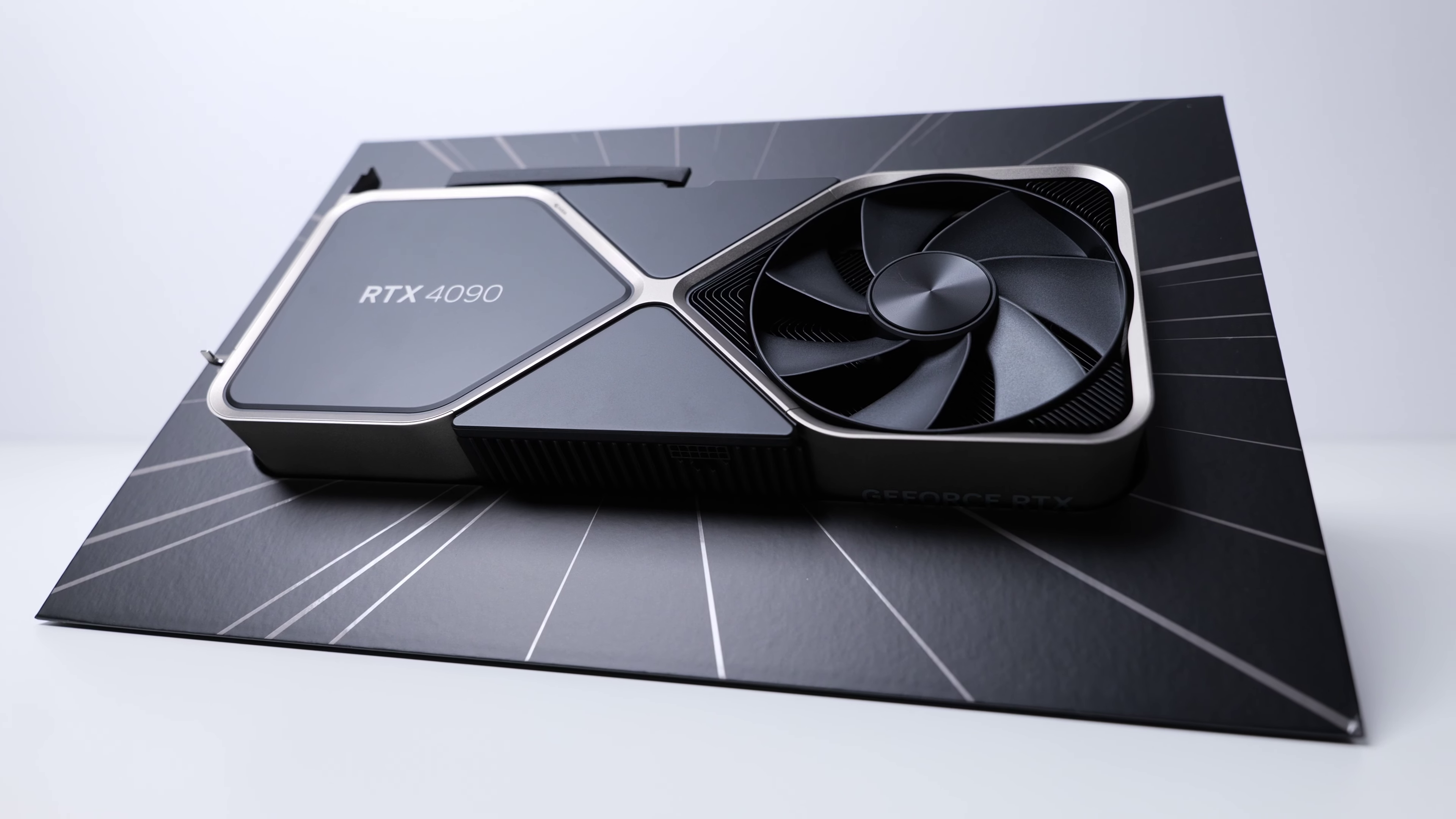
RTX 4090 Founders Edition

GeForce RTX 40 – rodzina procesorów kart graficznych (GPU) stworzona przez firmę Nvidia. Seria została oficjalnie wprowadzona 12 października 2022, wraz z wypuszczeniem na rynek karty graficznej GeForce RTX 4090.
Seria ta oparta jest na mikroarchitekturze Ada Lovelace.

## Informacje
Seria Nvidia Geforce 40 jest znacznie zmodyfikowana w zakresie wydajności w ray tracingu i uczeniu maszynowym w porównaniu z poprzednią serią Geforce 30.
GeForce 40 podobnie jak GeForce 30 obsługuje DirectX 12, OpenGL 4.6, OpenCL 3.0 oraz Vulkan 1.3.
Najważniejsze właściwości architektury Ada Lovelace to:
- obsługa CUDA w wersji 8.9,
- rdzenie zbudowane w procesie TSMC 4N (zaprojektowany na zamówienie dla Nvidii),
- rdzenie RT (wspomagające ray tracing) trzeciej generacji wraz z równoczesnym: ray tracingiem, cieniowaniem i obliczeniami,
- rdzenie Tensor(wspomagające uczenie maszynowe/sieci neuronowe) czwartej generacji z obsługą FP8, FP16, bfloat16, TensorFloat-32 (TF32) oraz przyspieszenie obliczeń na macierzach rzadkich,
- brak obsługi NVLink[4],
- nowa generacja akceleratora przepływu optycznego (optical flow) wspomagająca generowanie ramek pośrednich DLSS 3.0 w oparciu o sztuczną inteligencję,
- enkodery NVIDIA (NVENC) ósmej generacji z kodowaniem AV1.

## Produkty
| Model               | Rok                  | Nazwa kodowa      | Liczba tranzystorów (mld) | Rozmiar (mm²) | Interfejs magistrali | Pamięć (GB) | Rdzenie CUDA | Jednostki mapowania textur | Jednostki rasteryzujace | Rdzenie RT | Rdzenie Tensor | SM  | Częstotliwość taktowania | Częstotliwość taktowania | Częstotliwość taktowania | Szczytowy współczynnik wypełnienia (ang. fillrate) | Szczytowy współczynnik wypełnienia (ang. fillrate) | Pamięć             | Pamięć   | Pamięć                       | Moc obliczeniowa TFLOPs (FMA) | Moc obliczeniowa TFLOPs (FMA) | Moc obliczeniowa TFLOPs (FMA) | TDP (W) |
| Model               | Rok                  | Nazwa kodowa      | Liczba tranzystorów (mld) | Rozmiar (mm²) | Interfejs magistrali | Pamięć (GB) | Rdzenie CUDA | Jednostki mapowania textur | Jednostki rasteryzujace | Rdzenie RT | Rdzenie Tensor | SM  | Podstawowa               | Turbo                    | Pamięć (GT/s)            | Jednostki ROP (GPix/s)                             | Jednostki teksturowania (GTex/s)                   | Maks. pasmo (GB/s) | Typ DRAM | Szerokość szyny danych (bit) | Pojedynczej precyzji          | Podwójnej precyzji            | Połowicznej precyzji          | TDP (W) |
| ------------------- | -------------------- | ----------------- | ------------------------- | ------------- | -------------------- | ----------- | ------------ | -------------------------- | ----------------------- | ---------- | -------------- | --- | ------------------------ | ------------------------ | ------------------------ | -------------------------------------------------- | -------------------------------------------------- | ------------------ | -------- | ---------------------------- | ----------------------------- | ----------------------------- | ----------------------------- | ------- |
| GeForce RTX 4010    | 26 Kwiecień 2024     | [brak oficjalnej] | 8,7                       | 200           | PCIe 4.0 x8          | 4           | 768          | 24                         | 16                      | 6          | 24             | 6   | 1417                     | 1762                     | 15                       | 28,19                                              | 42,29                                              | 96                 | GDDR6    | 64                           | 2,706                         | 0,042                         | 2,706                         | 50      |
| GeForce RTX 4060    | 29 czerwca 2023      | AD107-400         | 18,9                      | 146           | PCIe 4.0 x8          | 8           | 3072         | 96                         | 32                      | 24         | 96             | 24  | 1830                     | 2460                     | 17                       | 32                                                 | 96                                                 | 272                | GDDR6    | 128                          | 15,11                         | 0,236                         | 15,11                         | 115     |
| GeForce RTX 4060 Ti | 18 Maja 2023         | AD106-350-A1      | 22,9                      | 188           | PCIe 4.0 x8          | 8 lub 16    | 4352         | 136                        | 48                      | 34         | 136            | 34  | 2310                     | 2535                     | 22                       | 121,7                                              | 344,9                                              | 288                | GDDR6    | 128                          | 22,06                         | 0,344                         | 22,06                         | 160     |
| GeForce RTX 4070    | 13 kwietnia 2023     | AD104-250         | 35,8                      | 294,5         | PCIe 4.0 x16         | 12          | 5888         | 184                        | 64                      | 46         | 184            | 46  | 1920                     | 2475                     | 13,13                    | 156,4                                              | 455,4                                              | 504                | GDDR6X   | 192                          | 22,61                         | 0,353                         | 22,61                         | 200     |
| GeForce RTX 4070 Ti | 3 stycznia 2023      | AD104-400-A1      | 35,8                      | 294           | PCIe 4.0 x16         | 12          | 7680         | 240                        | 80                      | 60         | 260            | 60  | 2310                     | 2610                     | 13,13                    | 208,8                                              | 626,4                                              | 504,2              | GDDR6X   | 192                          | 40,09                         | 0,626                         | 40,09                         | 285     |
| GeForce RTX 4080    | 16 listopada 2022    | AD103-300         | 45,9                      | 378,6         | PCIe 4.0 x16         | 16          | 9728         | 304                        | 112                     | 76         | 304            | 76  | 2210                     | 2505                     | 22,4                     | 247,5                                              | 671,8                                              | 716,8              | GDDR6X   | 256                          | 42,998                        | 0,672                         | 42,998                        | 320     |
| GeForce RTX 4090    | 12 października 2022 | AD102-300         | 76,3                      | 608,5         | PCIe 4.0 x16         | 24          | 16384        | 512                        | 176                     | 128        | 512            | 128 | 2230                     | 2520                     | 21                       | 392,5                                              | 1141,8                                             | 1008               | GDDR6X   | 384                          | 73,073                        | 1,142                         | 73,073                        | 450     |